# István Angyal
István Angyal (* 18. Oktober 1914 in Tatabánya; † 1. Oktober 1980 ebenda) war ein ungarischer Schwimmer.

## Karriere
Angyal begann seine Karriere bei internationalen Wettstreiten im Rahmen der Europameisterschaften 1934 in Magdeburg. Dort erreichte er den sechsten Platz im Wettbewerb über 400 m Freistil. Im Juli 1935 brach der Schwimmer gemeinsam mit der ungarischen Staffel den bestehenden europäischen Rekord über 4 × 200 m Freistil. Ein Jahr später scheiterte er bei den Olympischen Spielen in Berlin in den Wettbewerben über 400 m und 1500 m Freistil jeweils im Vorlauf. Für die ungarische Staffel über 4 × 200 m Freistil, die später Bronze gewann, war er darüber hinaus als Reserveschwimmer vorgesehen, kam aber nicht zum Einsatz.
Neben seinen sportlichen Aktivitäten war Angyal im Bergbau und als Zimmermann angestellt.